# Loena 24
Loena 24 (Ye-8-5M-serie) (Russisch: Луна-24) was de laatste van drie vluchten waarbij de Sovjet-Unie een grondmonster van de Maan naar de Aarde bracht. Loena 24 maakte op 14 augustus 1976 een zachte landing in de Mare Crisium en bracht vandaar op 22 augustus een grondmonster van 170,1 gram terug.
Loena 24 was het laatste ruimteschip dat de Sovjet-Unie naar de Maan lanceerde. Het was de derde poging om een grondmonster te nemen op de plaats van een mascon in de Mare Crisium. Eerdere pogingen waren mislukt; in 1975 al bij de lancering; en daarvoor had Loena 23 een zachte landing uitgevoerd, maar de robotarm was bij de landing beschadigd geraakt en terugkeer was daarom niet zinvol.
Onderzoek van het bodemmonster van 170.1 gram liet een gelaagde structuur zien. In december 1976 werd een gram van het monster uitgewisseld tegen een monster van de NASA.

## De vlucht
De lancering vond plaats op 9 augustus 1976. Op 11 augustus 1976 vond een koerscorrectie plaats. Nog drie dagen daarna kwam Loena 24 in een cirkelvormige parkeerbaan om de maan op een hoogte van 115 km en een inclinatie van 120 graden. Loena 24 landde op 18 augustus 1976 om 6;36 UT veilig op het Maanoppervlak, op 12°45' NB en 62°12' OL, niet ver van de landingsplaats van Loena 23.
De lander bracht vervolgens zijn boor ongeveer 2 meter diep de Maanbodem in; het monster werd veilig opgeslagen in de capsule waarin het zou terugkeren. Na bijna een dag op de Maan geweest te zijn, steeg Loena 24 19 augustus om 5:25 weer op van de Maan. De capsule daalde neer aan een parachute en landde op 22 augustus 17:55 UT, ongeveer 200 km van Soergoet in West-Siberië.
| Maan Missie | Sample Terug | Jaar |
| ----------- | ------------ | ---- |
| Loena 16    | 101 g        | 1970 |
| Loena 20    | 55 g         | 1972 |
| Loena 24    | 170 g        | 1976 |